# Walz Lajos
Walz Lajos (Gyepűfüzes, 1845. július 29. – Kolozsvár, 1914. november 27.) kertész, botanikus, flórakutató. Ő gyűjtötte össze az erdélyi havasi növényvilágot.

## Életpályája
A körmendi uradalmi kertészetben tanult kertészetet, majd Bécsben a politechnikumot végezte el. 1865-től Grazban, 1868-tól a körmendi Batthyány-uradalomban,  1870-től pedig a budapesti egyetemi botanikus kertben volt  kertész. 1873-tól haláláig a kolozsvári egyetemi botanikus kert főkertészeként dolgozott.

## Fő műve
- Görgényi hegységben, a Maros mentén és Borszék vidékén 1878 nyarán gyűjtött növények jegyzéke (Magy. Növényi Lapok, 1879).